# Silke Launert
Silke Launert (nascida a 27 de dezembro de 1976) é uma juíza e política alemã da União Social-Cristã (CSU) que serve como membro do Bundestag pelo estado da Baviera desde 2013.

## Carreira política
Launert tornou-se membro do Bundestag após as eleições federais alemãs de 2013. Foi membro do Comité da Família, da Terceira Idade, da Mulher e da Juventude de 2013 a 2021, antes de passar ao Comité dos Assuntos Internos e ao Comité do Orçamento em 2021. Desde 2022, ela preside ao Sub-Comité de Assuntos Europeus da Comissão Orçamentária.

## Outras actividades
- Igreja Evangélica na Alemanha (EKD), Membro do Comité de Migração e Integração (desde 2016)[4]

## Posições políticas
Em junho de 2017, Launert absteve-se de uma votação parlamentar sobre a introdução do casamento entre pessoas do mesmo sexo na Alemanha.